# Val di Nizza
Val di Nizza (lombardul: Val Nisa) település Olaszországban, Lombardia régióban, Pavia megyében. Lakosainak száma 558 fő (2023. január 1.). Val di Nizza Ponte Nizza, Varzi, Colli Verdi, Fortunago és Montesegale községekkel határos.

## Népesség
A település lakossága az elmúlt években az alábbi módon változott:
| Lakosok száma | 624  | 626  | 558  |
|               | 2017 | 2018 | 2023 |